# Chrysocladium tumido-aureum
Chrysocladium tumido-aureum là một loài Rêu trong họ Meteoriaceae. Loài này được (Renauld & Cardot) M. Fleisch. miêu tả khoa học đầu tiên năm 1908.